# John McGuinness (Politiker)

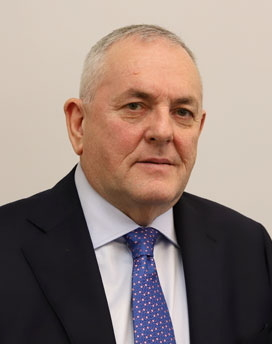
John McGuinness

John McGuinness (irisch Seán Séamas Mac Aonghusa, * 15. März 1955 in Kilkenny) ist ein irischer Politiker der Fianna Fáil und ehemaliger Staatsminister.

## Biografie
John McGuinness erwarb nach der Schule einen Abschluss in Betriebswirtschaftslehre. Schon 1979 begann er im Kilkenny County Council zu arbeiten. Für Kilkenny war er Bürgermeister (Mayor) von 1996 bis 1997. Bei den Wahlen zum Dáil Éireann 1997 kandidierte er erstmals für einen Sitz im Wahlkreis Carlow–Kilkenny. Durch seinen Erfolg zog McGuinness als Teachta Dála in den Dáil Éireann ein. Den Sitz konnte er bei jeder nachfolgenden Wahl verteidigen.
Am 9. Juli 2007 wurde McGuinness von Taoiseach Bertie Ahern zum Staatsminister im Wirtschaftsministerium für Handel und Gewerbe in der Regierung Ahern III ernannt. Mit dem Regierungswechsel auf Brian Cowen behielt er den Posten in der Regierung Cowen zunächst. Als Cowen im April 2009 allerdings alle 20 Staatsministerinnen und Staatsminister entließ und nur 15 neue ernannte, büßte McGuinness seinen Posten ein.
2024 versuchte er erfolglos als Ceann Comhairle für den 34. Dáil zu kandidieren.

## Leben
McGuinness ist seit 1991 mit Margaret Redmond verheiratet. Beide haben vier Kinder. Sein Vater Michael, sein Bruder Eugene und sein Sohn Andrew sind oder waren Kommunalpolitiker. Seine Nichte Yvonne McGuinness ist eine Videokünstlerin. 